# Commonwealth of England
Commonwealth of England war die offizielle Bezeichnung der englischen Republik von 1649 bis 1660. Das Commonwealth umfasste zunächst nur England (inklusive Wales), dann auch Schottland und Irland.

## Geschichte
Am Ende des englischen Bürgerkriegs von 1642 bis 1648 wurde am 30. Januar 1649 König Karl I. hingerichtet. Weitere knapp vier Monate später, am 19. Mai desselben Jahres, wurde mit dem Act declaring England to be a Commonwealth das Commonwealth eingeführt. Von Anfang an hatte sich Oliver Cromwell, einer der Führer im Bürgerkrieg, hervorgetan. Er schlug royalistische Aufstände in Irland (1649) und Schottland (1650/51) nieder.
Das Commonwealth hatte weder Oberhaus noch König, das Unterhaus wurde alleiniges „Parliament of England“. Die drei höchsten Würdenträger waren der Parlamentssprecher, der Präsident des Armee- und der des Staatsrats (Council of State). Dieser Rat hatte die Regierung inne und wurde vom Parlament ernannt.
Die im April 1653 eingeführte Verfassung „Instrument of Government“ setzte Oliver Cromwell an die Spitze des Staatsrats. Er löste das Rumpfparlament auf und nannte sich nun „Lord-Präsident“. Nach der Selbstauflösung des kurzlebigen „Parlaments der Heiligen“ übernahm er als „Lordprotektor“ allein die Legislative.
Die ihm 1657 mit der Verfassungsurkunde „Humble Petition and Advice“ angebotene Königswürde lehnte er ab und blieb bis zu seinem Tod 1658 Lordprotektor. Sein Sohn Richard Cromwell übernahm den Titel Lordprotektor. Er konnte sich aber nicht durchsetzen und dankte schon am 25. Mai 1659 ab. Von nun an regierte wieder das Parlament.
1660 löste George Monck das Parlament auf und setzte ein neues, königstreues ein. Am 8. Mai 1660 proklamierten die Abgeordneten Karl II., den Sohn des hingerichteten Stuart-Königs Karl I., zum König und beendeten damit die Zeit des Commonwealth of England. Karl II. kehrte aus seinem Exil am 29. Mai 1660 nach London zurück und übernahm die Herrschaft über das Land. Seine Krönung fand erst am 23. April 1661 in der Westminster Abbey statt.
Als Landesname wurde Commonwealth auch von verschiedenen britischen Ex-Kolonien benutzt, heute noch von Australien (Commonwealth of Australia, deutsch „Australischer Bund“) und von vier Bundesstaaten der USA.

## Flagge

Flagge (1649–1651): englisches Georgskreuz und irische Harfe
Flagge (1651–1658): englisches Georgskreuz und schottisches Andreaskreuz
Flagge (1658–1660): englisches Georgskreuz, schottisches Andreaskreuz und irische Harfe

## Wappen

Wappen (1649–1653)
Wappen (1649–1653)
Wappen (1653–1660)
Wappen (1653–1660)
Wappen des Lordprotektors